# Leoncio (usurpador)

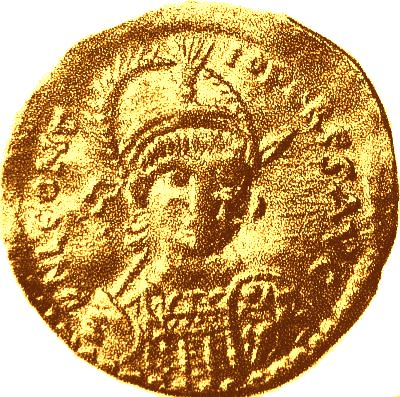
Sólido bizantino de oro acuñado en nombre de Leoncio en Antioquía.

Leoncio (en griego: Λεόντιος, Leòntios; muerto en 488) fue un general del Imperio Romano de Oriente y pretendiente al trono que encabezó una rebelión contra el emperador Zenón entre 484 y 488.

## Biografía
Leoncio era de origen sirio, procedente de Dalisandus. Bajo Zenón, se convirtió en magister militum per Thracias (comandante en jefe del ejército imperial en Tracia).
En 484, el general romano Illos rompió su relación con el emperador Zenón. El emperador envió a Leoncio con un ejército contra Illos, pero Illos logró persuadir a Leoncio de que se pusiera de su lado. Zenón no era popular entre la gente de Constantinopla, una parte crucial de la política de los romanos orientales, porque era isaurio y, como tal, se le consideraba un bárbaro (razón por la cual había sufrido una usurpación en 475/476 por Basilisco y un intento de usurpación por Marciano en 479); Illos, que también era isaurio, decidió no tomarlo para sí mismo, sino elevar a Leoncio al trono.
La coronación de Leoncio tuvo lugar en Tarso, el 19 de julio de 484 - el día fue elegido, siguiendo el consejo de algunos astrólogos, como un día favorable - a manos de la emperatriz viuda Elia Verina, quien luego envió una carta a los gobernadores de la Diócesis de Oriente y la Diócesis de Egipto sugirieron que aceptaran al usurpador como emperador. Leoncio fue reconocido en Antioquía, donde ingresó el 27 de julio, y en algunos otros lugares; incluso tuvo tiempo para nombrar oficiales y acuñar monedas, antes de enfrentarse a la reacción de Zenón.
El ejército de Zenón, compuesto por tropas romanas y ostrogodas bajo el mando de Teodorico el Amalo y Juan el Escita, derrotó al ejército rebelde cerca de Antioquía (8 de agosto). Illos y Leoncio se vieron obligados a refugiarse en el interior de la fortaleza de Papurio, donde los insurgentes resistieron durante cuatro años. En 488 la fortaleza cayó por traición; Leoncio fue ejecutado, decapitado en Seleucia, y su cabeza fue enviada a Zenón.
Como Illos y Leoncio eran ambos calcedonios, ganaron el apoyo de Calandiono, Patriarca de Antioquía, pero por lo demás tenían poco apoyo. También algunos paganos apoyaron la revuelta, entre los que se encontraba el poeta, filósofo y adivino Pamprepius.